# Villesèque
Ne doit pas être confondu avec Villesèque-des-Corbières.
Villesèque est une commune française, située dans le sud-ouest du département du Lot en région Occitanie.
Elle est également dans le Quercy Blanc, une région naturelle correspondant à la partie méridionale du Quercy, devant son nom à ses calcaires lacustres du Tertiaire.
Exposée à un climat océanique altéré, elle est drainée par la Petite Barguelonne, le ruisseau de Landorre et par un autre cours d'eau. La commune possède un patrimoine naturel remarquable composé de trois zones naturelles d'intérêt écologique, faunistique et floristique.
Villesèque est une commune rurale qui compte 402 habitants en 2022, après avoir connu un pic de population de 862 habitants en 1881.  Elle fait partie de l'aire d'attraction de Cahors. Ses habitants sont appelés les Villesèquois ou  Villesèquoises.

## Géographie
Commune de l'aire urbaine de Cahors située dans le Quercy, sur l'ancienne route nationale 653 entre Cahors et Montcuq.

### Communes limitrophes
Les communes limitrophes sont  Barguelonne-en-Quercy, Cambayrac, Cézac, Labastide-Marnhac, Sauzet et Trespoux-Rassiels.
|        | Cambayrac             | Trespoux-Rassiels |
| Sauzet | Villesèque            | Labastide-Marnhac |
|        | Barguelonne-en-Quercy | Cézac             |

### Hydrographie
C'est dans la commune que la Barguelonnette prend sa source.

### Climat
Pour des articles plus généraux, voir Climat de l'Occitanie et Climat du Lot.
En 2010, le climat de la commune est de type climat océanique altéré, selon une étude s'appuyant sur une série de données couvrant la période 1971-2000. En 2020, Météo-France publie une typologie des climats de la France métropolitaine dans laquelle la commune est toujours exposée à un climat océanique altéré et est dans la région climatique Aquitaine, Gascogne, caractérisée par une pluviométrie abondante au printemps, modérée en automne, un faible ensoleillement au printemps, un été chaud (19,5 °C), des vents faibles, des brouillards fréquents en automne et en hiver et des orages fréquents en été (15 à 20 jours).
Pour la période 1971-2000, la température annuelle moyenne est de 12,3 °C, avec une amplitude thermique annuelle de 15,5 °C. Le cumul annuel moyen de précipitations est de 877 mm, avec 10,5 jours de précipitations en janvier et 6,2 jours en juillet. Pour la période 1991-2020, la température moyenne annuelle observée sur la station météorologique la plus proche, située dans la commune du Montat à 10 km à vol d'oiseau, est de 13,3 °C et le cumul annuel moyen de précipitations est de 824,6 mm,. Pour l'avenir, les paramètres climatiques de la commune estimés pour 2050 selon différents scénarios d’émission de gaz à effet de serre sont consultables sur un site dédié publié par Météo-France en novembre 2022.

### Milieux naturels et biodiversité

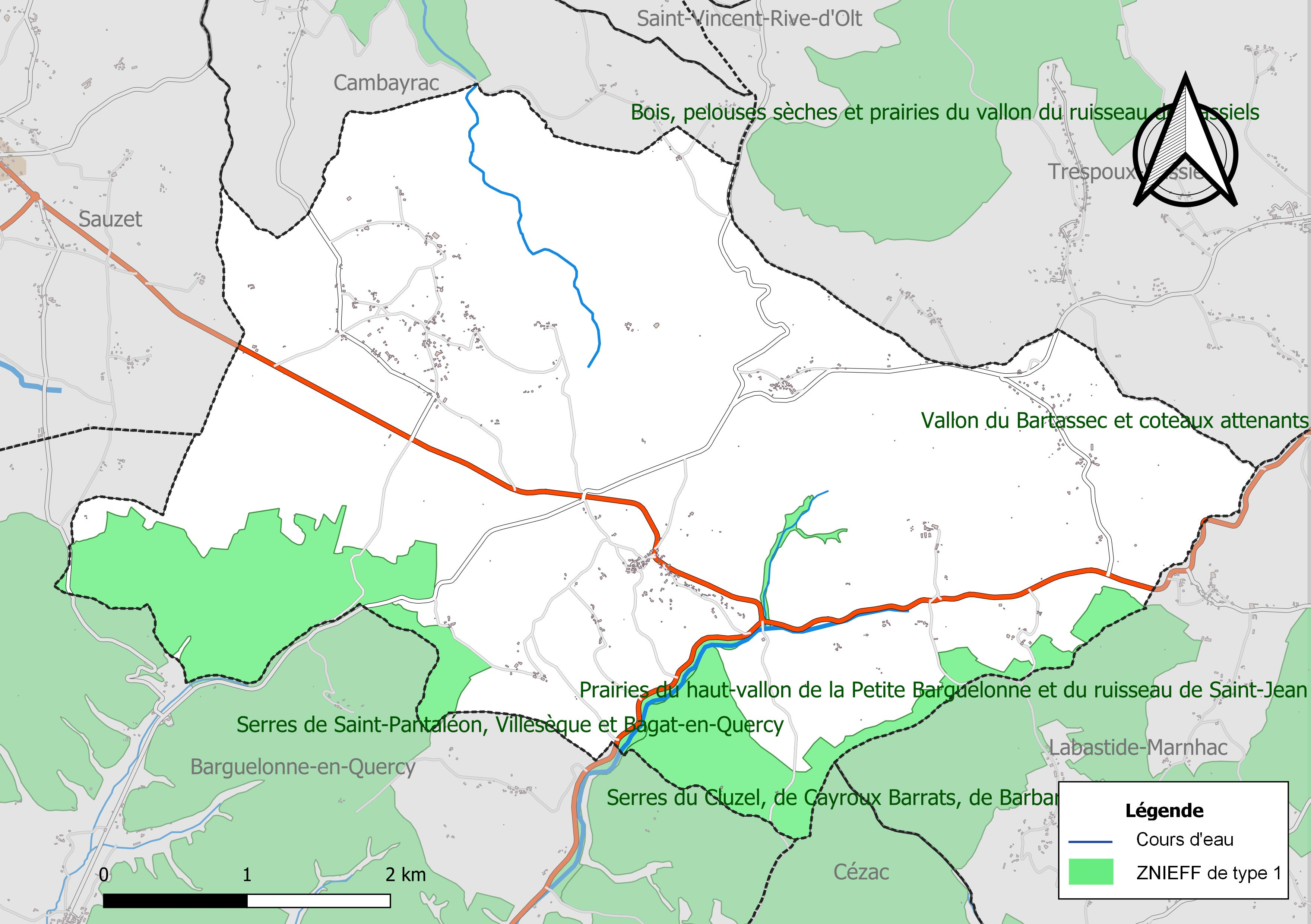
Carte des ZNIEFF de type 1 localisées dans la commune.

L’inventaire des zones naturelles d'intérêt écologique, faunistique et floristique (ZNIEFF) a pour objectif de réaliser une couverture des zones les plus intéressantes sur le plan écologique, essentiellement dans la perspective d’améliorer la connaissance du patrimoine naturel national et de fournir aux différents décideurs un outil d’aide à la prise en compte de l’environnement dans l’aménagement du territoire.
Trois ZNIEFF de type 1 sont recensées dans la commune :
- les « prairies du haut-vallon de la Petite Barguelonne et du ruisseau de Saint-Jean » (23 ha), couvrant 2 communes du département[9] ;
- les « serres de Saint-Pantaléon, Villesèque et Bagat-en-Quercy » (1 213 ha), couvrant 4 communes du département[10],
- les « serres du Cluzel, de Cayroux Barrats, de Barbarou et de la Paillole » (1 609 ha), couvrant 5 communes du département[11] ;

## Urbanisme

### Typologie
Au 1er janvier 2024, Villesèque est catégorisée commune rurale à habitat dispersé, selon la nouvelle grille communale de densité à sept niveaux définie par l'Insee en 2022.
Elle est située hors unité urbaine. Par ailleurs la commune fait partie de l'aire d'attraction de Cahors, dont elle est une commune de la couronne,. Cette aire, qui regroupe 78 communes, est catégorisée dans les aires de 50 000 à moins de 200 000 habitants,.

### Occupation des sols
L'occupation des sols de la commune, telle qu'elle ressort de la base de données européenne d’occupation biophysique des sols Corine Land Cover (CLC), est marquée par l'importance des territoires agricoles (58 % en 2018), en augmentation par rapport à 1990 (54,2 %). La répartition détaillée en 2018 est la suivante : 
zones agricoles hétérogènes (55,4 %), milieux à végétation arbustive et/ou herbacée (23,6 %), forêts (18,4 %), cultures permanentes (2,6 %). L'évolution de l’occupation des sols de la commune et de ses infrastructures peut être observée sur les différentes représentations cartographiques du territoire : la carte de Cassini (XVIIIe siècle), la carte d'état-major (1820-1866) et les cartes ou photos aériennes de l'IGN pour la période actuelle (1950 à aujourd'hui).

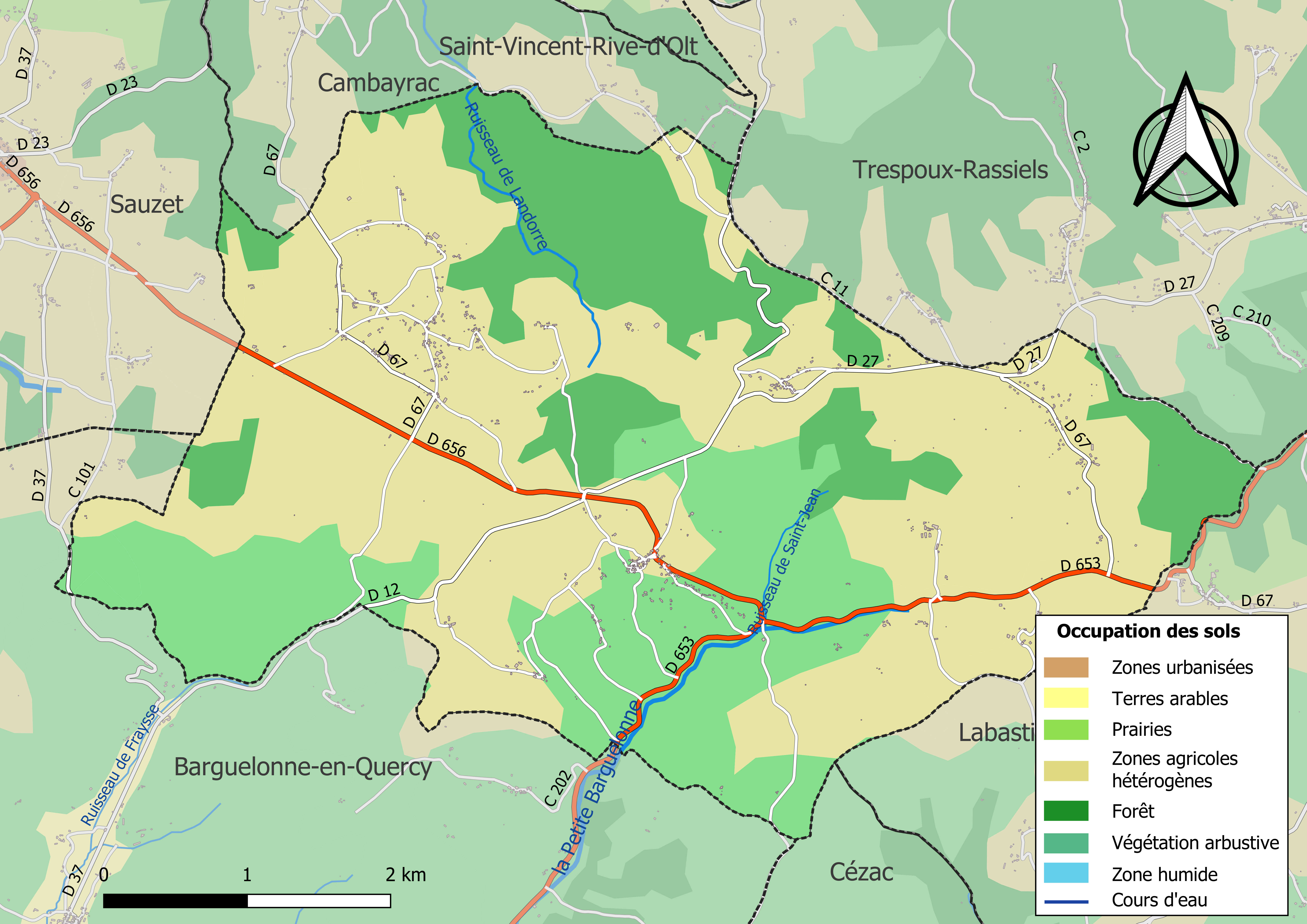
Carte des infrastructures et de l'occupation des sols de la commune en 2018 (CLC).

### Risques majeurs
Le territoire de la commune de Villesèque est vulnérable à différents aléas naturels : météorologiques (tempête, orage, neige, grand froid, canicule ou sécheresse), inondations, feux de forêts, mouvements de terrains et séisme (sismicité très faible). Un site publié par le BRGM permet d'évaluer simplement et rapidement les risques d'un bien localisé soit par son adresse soit par le numéro de sa parcelle.
Certaines parties du territoire communal sont susceptibles d’être affectées par le risque d’inondation par débordement de cours d'eau, notamment la Petite Barguelonne. La cartographie des zones inondables en ex-Midi-Pyrénées réalisée dans le cadre du XIe Contrat de plan État-région, visant à informer les citoyens et les décideurs sur le risque d’inondation, est accessible sur le site de la DREAL Occitanie. La commune a été reconnue en état de catastrophe naturelle au titre des dommages causés par les inondations et coulées de boue survenues en 1982, 1996 et 1999,.
Villesèque est exposée au risque de feu de forêt. Un plan départemental de protection des forêts contre les incendies a été approuvé par arrêté préfectoral le 30 novembre 2015 pour la période 2015-2025. Les propriétaires doivent ainsi couper les broussailles, les arbustes et les branches basses sur une profondeur de 50 mètres, aux abords des constructions, chantiers, travaux et installations de toute nature, situées à moins de 200 mètres de terrains en nature
de bois, forêts, plantations, reboisements, landes ou friches. Le brûlage des déchets issus de l’entretien des parcs et jardins des ménages et des collectivités est interdit. L’écobuage est également interdit, ainsi que les feux de type méchouis et barbecues, à l’exception de ceux prévus dans des installations fixes (non situées sous couvert d'arbres) constituant une dépendance d'habitation.

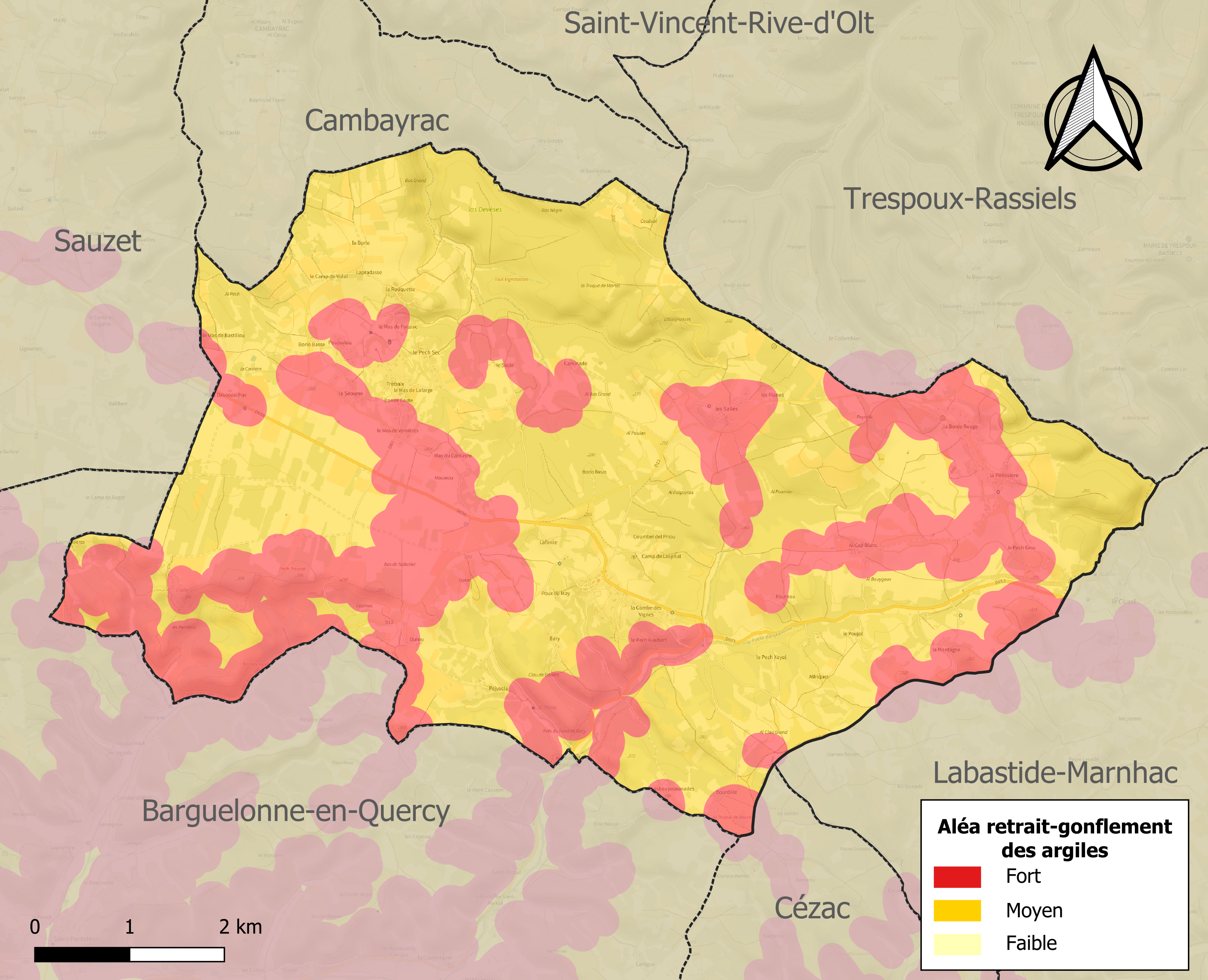
Carte des zones d'aléa retrait-gonflement des sols argileux de Villesèque.

Les mouvements de terrains susceptibles de se produire dans la commune sont des affaissements et effondrements liés aux cavités souterraines (hors mines), des éboulements, chutes de pierres et de blocs, des glissements de terrain et des tassements différentiels. Par ailleurs, afin de mieux appréhender le risque d’affaissement de terrain, l'inventaire national des cavités souterraines permet de localiser celles situées dans la commune.
Le retrait-gonflement des sols argileux est susceptible d'engendrer des dommages importants aux bâtiments en cas d’alternance de périodes de sécheresse et de pluie. La totalité de la commune est en aléa moyen ou fort (67,7 % au niveau départemental et 48,5 % au niveau national). Sur les 264 bâtiments dénombrés dans la commune en 2019, 264 sont en aléa moyen ou fort, soit 100 %, à comparer aux 72 % au niveau départemental et 54 % au niveau national. Une cartographie de l'exposition du territoire national au retrait gonflement des sols argileux est disponible sur le site du BRGM,.
Par ailleurs, afin de mieux appréhender le risque d’affaissement de terrain, l'inventaire national des cavités souterraines permet de localiser celles situées dans la commune.
Concernant les mouvements de terrains, la commune a été reconnue en état de catastrophe naturelle au titre des dommages causés par des mouvements de terrain en 1999.

## Toponymie
Le toponyme Villesèque, en occitan Vilaseca, d'origine médiévale, est basé sur villa et seca qui désigne une ville sèche.

## Histoire

### Les Templiers et les Hospitaliers
Le membre de Trébaïx est une ancienne commanderie templière datant de la fin du XIIIe siècle. Il est devenu un membre hospitalier de l'ordre de Saint-Jean de Jérusalem par la dévolution des biens de l'ordre du Temple.

## Politique et administration
| Période                                  | Période  | Identité                    | Étiquette | Qualité                             |
| ---------------------------------------- | -------- | --------------------------- | --------- | ----------------------------------- |
| 1792                                     | 1801     | Jean-baptiste Dastorg       |           |                                     |
| 1801                                     | 1805     | Joseph Mercie               |           |                                     |
| 1805                                     | 1830     | Jean-baptiste Dutilh        |           |                                     |
| 1830                                     | 1837     | François Bousquet           |           |                                     |
| 1837                                     | 1852     | Jean-baptiste Dutilh        |           |                                     |
| 1852                                     | 1865     | Antoine Vialas              |           |                                     |
| 1865                                     | 1884     | Antoine Dutilh              |           |                                     |
| 1884                                     | 1888     | Alfred Jean-Baptiste Dutilh |           |                                     |
| 1888                                     | 1912     | François Bouscat            |           |                                     |
| 1912                                     | 1913     | François Dufour             |           |                                     |
| 1913                                     | 1915     | Eloi Molinie                |           |                                     |
| 1915                                     | 1919     | Léonce Lasbouygues          |           |                                     |
| 1919                                     | 1925     | Eloi Molinie                |           |                                     |
| 1925                                     | 1941     | Léonce Lasbouygues          |           |                                     |
| 1941                                     | 1945     | Léopold Vialas              |           |                                     |
| 1945                                     | 1953     | René Imbert                 |           |                                     |
| 1953                                     | 1983     | Ernest Vilate               | DVG       |                                     |
| 1983                                     | 1993     | Paul Esquieu                |           |                                     |
| 1993                                     | 2014     | Guy Baudel                  |           |                                     |
| mars 2014                                | en cours | Jean-Marie Oustry           | DVD       | Ancien maire d'Hérépian (1980-2003) |
| Les données manquantes sont à compléter. |          |                             |           |                                     |

## Démographie
| 1793 | 1800 | 1806 | 1821 | 1831 | 1836 | 1841 | 1846 | 1851 |
| ---- | ---- | ---- | ---- | ---- | ---- | ---- | ---- | ---- |
| 367  | 766  | 648  | 732  | 627  | 782  | 856  | 862  | 850  |

| 1856 | 1861 | 1866 | 1872 | 1876 | 1881 | 1886 | 1891 | 1896 |
| ---- | ---- | ---- | ---- | ---- | ---- | ---- | ---- | ---- |
| 855  | 855  | 855  | 818  | 861  | 862  | 810  | 678  | 708  |

| 1901 | 1906 | 1911 | 1921 | 1926 | 1931 | 1936 | 1946 | 1954 |
| ---- | ---- | ---- | ---- | ---- | ---- | ---- | ---- | ---- |
| 605  | 582  | 538  | 509  | 539  | 507  | 446  | 323  | 304  |

| 1962 | 1968 | 1975 | 1982 | 1990 | 1999 | 2006 | 2007 | 2012 |
| ---- | ---- | ---- | ---- | ---- | ---- | ---- | ---- | ---- |
| 269  | 263  | 234  | 276  | 293  | 312  | 366  | 374  | 407  |

| 2017 | 2022 | - | - | - | - | - | - | - |
| ---- | ---- | - | - | - | - | - | - | - |
| 396  | 402  | - | - | - | - | - | - | - |

## Économie

### Revenus
En 2018, la commune compte 187 ménages fiscaux, regroupant 394 personnes. La médiane du revenu disponible par unité de consommation est de 22 010 € (20 740 € dans le département).

### Emploi
|                | 2008  | 2013  | 2018  |
| -------------- | ----- | ----- | ----- |
| Commune        | 4,3 % | 3,9 % | 9,4 % |
| Département    | 7,3 % | 8,9 % | 9,6 % |
| France entière | 8,3 % | 10 %  | 10 %  |

En 2018, la population âgée de 15 à 64 ans s'élève à 233 personnes, parmi lesquelles on compte 76,8 % d'actifs (67,4 % ayant un emploi et 9,4 % de chômeurs) et 23,2 % d'inactifs,. Depuis 2008, le taux de chômage communal (au sens du recensement) des 15-64 ans est inférieur à celui de la France et du département.
La commune fait partie de la couronne de l'aire d'attraction de Cahors, du fait qu'au moins 15 % des actifs travaillent dans le pôle,. Elle compte 66 emplois en 2018, contre 62 en 2013 et 48 en 2008. Le nombre d'actifs ayant un emploi résidant dans la commune est de 159, soit un indicateur de concentration d'emploi de 41,4 % et un taux d'activité parmi les 15 ans ou plus de 53,5 %.
Sur ces 159 actifs de 15 ans ou plus ayant un emploi, 42 travaillent dans la commune, soit 27 % des habitants. Pour se rendre au travail, 91,1 % des habitants utilisent un véhicule personnel ou de fonction à quatre roues, 4,5 % s'y rendent en deux-roues, à vélo ou à pied et 4,4 % n'ont pas besoin de transport (travail au domicile).

### Activités hors agriculture
33 établissements sont implantés  à Villesèque au 31 décembre 2019. Le tableau ci-dessous en détaille le nombre par secteur d'activité et compare les ratios avec ceux du département,.
| Secteur d'activité                                                                                        | Commune | Commune | Département |
| Secteur d'activité                                                                                        | Nombre  | %       | %           |
| --- | ------- | ------- | ----------- |
| Ensemble                                                                                                  | 33      |         |             |
| Industrie manufacturière, industries extractives et autres                                                | 7       | 21,2 %  | (14 %)      |
| Construction                                                                                              | 6       | 18,2 %  | (13,9 %)    |
| Commerce de gros et de détail, transports, hébergement et restauration                                    | 4       | 12,1 %  | (29,9 %)    |
| Activités financières et d'assurance                                                                      | 3       | 9,1 %   | (2,8 %)     |
| Activités immobilières                                                                                    | 2       | 6,1 %   | (3,5 %)     |
| Activités spécialisées, scientifiques et techniques et activités de services administratifs et de soutien | 7       | 21,2 %  | (13,5 %)    |
| Administration publique, enseignement, santé humaine et action sociale                                    | 2       | 6,1 %   | (12 %)      |
| Autres activités de services                                                                              | 2       | 6,1 %   | (8,7 %)     |

Le secteur des activités spécialisées, scientifiques et techniques et des activités de services administratifs et de soutien est prépondérant dans la commune puisqu'il représente 21,2 % du nombre total d'établissements de la commune (7 sur les 33 entreprises implantées  à Villesèque), contre 13,5 % au niveau départemental.

### Agriculture
La commune est dans le Quercy Blanc », une petite région agricole couvrant une partie du sud-ouestdu département du Lot. En 2020, l'orientation technico-économique de l'agriculture  dans la commune est la viticulture.
|               | 1988 | 2000 | 2010 | 2020 |
| ------------- | ---- | ---- | ---- | ---- |
| Exploitations | 28   | 22   | 18   | 15   |
| SAU (ha)      | 787  | 742  | 715  | 754  |

Le nombre d'exploitations agricoles en activité et ayant leur siège dans la commune est passé de 28 lors du recensement agricole de 1988  à 22 en 2000 puis à 18 en 2010 et enfin à 15 en 2020, soit une baisse de 46 % en 32 ans. Le même mouvement est observé à l'échelle du département qui a perdu pendant cette période 60 % de ses exploitations,. La surface agricole utilisée dans la commune a également diminué, passant de 787 ha en 1988 à 754 ha en 2020. Parallèlement la surface agricole utilisée moyenne par exploitation a augmenté, passant de 28 à 50 ha.

## Culture locale et patrimoine

### Lieux et monuments
- Église Saint-Michel, inscrite au titre des monuments historiques en 1963[30]. L'église a été reconstruite au XVIIe siècle sous l'épiscopat d'Alain de Solminihac (1636-1659). Elle abrite un remarquable ensemble de retables baroques du XVIIe siècle.
- Église Sainte-Marie-Madeleine de Trébaïx. L'édifice est référencé dans la base Mérimée et à l'Inventaire général région Occitanie[31].
- Église Sainte-Marie-Madeleine de la Rouquette, située au hameau de la Rouquette, reconstruite au XVe siècle et remaniée au XVIIIe siècle[32].
- Tour de Trébaïx, datant probablement de la fin du XIIIe siècle mais fortement modifiée au XIVe siècle ; inscrite au titre des monuments historiques le 22 janvier 2004[33]. Du bâtiment originel ne subsiste qu'une tour rectangulaire de 8,80 × 11,00 m.

### Héraldique
| Blason de Villesèque | Blason  | Écartelé: au 1 d'azur à une feuille de chêne d'or, au 2 de gueules à un vol d'argent, au 3 d'argent à la croix de Malte de gueules, au 4 de sinople à une grappe de raisin pamprée d'or. |
| Blason de Villesèque | Détails | Créé par JF Binon. Adopté le 13 juin 2014 et présenté le 28 juin. |